# Coddenham (Babergh)
Coddenham is een verdwenen dorpje in civil parish Boxford in het bestuurlijke gebied Babergh, in het Engelse graafschap Suffolk.
Coddenham komt in het Domesday Book (1086) voor als 'Kode(n)ham'. In de Domesday data (domesdaymap) ligt Coddenham in de Honderd van Babergh  (Babergh Hundred).
 
In 1086 bestond Coddenham uit 37 huishoudens: 8 dorpelingen, 21 kleine boeren en 8 slaven. Het dorp had twee kerken en een (water)molen.
Anno 2014 is er nog slechts een enkele woningen in Coddenham Hall.  